# Helosciomyza anaxantha
Helosciomyza anaxantha är en tvåvingeart som beskrevs av Steyskal 1978. Helosciomyza anaxantha ingår i släktet Helosciomyza och familjen Helosciomyzidae. Inga underarter finns listade i Catalogue of Life.